# Ton van Genugten
Pas d'image ? Cliquez ici
Ton van Genugten, né le 25 janvier 1983 à Eindhoven, est un pilote de rallyes néerlandais, spécialiste de rallyes-raids en camions.

## Palmarès

### Résultats au Rallye Dakar
| Année | Categorie | Marque          | Poste                         | Position | Victoires d'etapes |
| ----- | --------- | --------------- | ----------------------------- | -------- | ------------------ |
| 2013  | camion    |                 | mécanicien (de Aart Schoones) | 36e      |                    |
| 2014  | camion    | DAF             | pilote                        | 26e      |                    |
| 2015  | camion    | DAF             | pilote                        | 11e      |                    |
| 2016  | camion    | Iveco           | pilote                        | 5e       |                    |
| 2017  | camion    | Iveco           | pilote                        | 16e      |                    |
| 2018  | camion    | Iveco Powerstar | pilote                        | 8e       | 4                  |